# Lehorgonyzási heurisztika
A lehorgonyzási heurisztika egy érvelés- és döntéselméleti fogalom. Egy előre megadott kezdőértékhez való túlzott ragaszkodást jelent, hasonló jelenség mint a konzervativizmus. Téves és veszélyes merevség.

## Lehorgonyzási heurisztika
A lehorgonyzási heurisztika arra indítja az embereket, hogy döntési szituációban (lehorgonyozva önmagukat) egy referencia-pontot fogadjanak el, és aztán ehhez igazítsák későbbi megoldási javaslataikat, még akkor is, ha a horgonyvetés helye nem alkalmas a kikötésre, vagyis a probléma megoldására.
A horgonyok számtalan alakot ölthetnek. Lehetnek látszólag ártatlanok, mint egy ember öntudatlan megjegyzése, vagy egy újsághír, de lehetnek ártalmas előítéletek is, sztereotípiák. Sokszor kötődnek múltbeli eseményekhez vagy például a statisztikai hivatal által előre jelzett trendekhez. Egy termék piacra dobásakor tipikus horgony az elmúlt évek értékesítési adatainak tanulmányozása. 
Kiváló taktikának számít a partner gondolatainak horgonyra vetése alkuhelyzetben, például egy szolgáltatás árának meghatározásakor. A megrendelő gondolkodását legtöbbször behatárolja az eredeti ajánlat, és sokkal többet fizet a szolgáltatásért, mint amennyire feltétlenül szüksége volna.

### Megalkotói
A jelenséget először Amos Tversky és Daniel Kahneman teoritizálta. Az első tanulmányuk során,megkérték a résztvevőket, hogy mindössze öt másodperc alatt számolják ki a következő egyenletet: 1x2x3x4x5x6x7x8, majd egy másik csoportot a következő egyenlet kiszámítására szólítottak fel: 8x7x6x5x4x3x2x1
Mivel a résztvevőknek nem volt elegendő idejük az egyenlet pontos kiszámítására, így az első elemek szorzatainak alapján becsülték meg a végső eredményt. Amíg az első fókuszcsoport(akik a szorzást a kisebb számokkal kezdték) válasza átlagban 512 volt, addig a második fókuszcsoporté (akik a szorzást a nagyobb számokkal kezdték) 2250.

### Lehorgonyzási heurisztika bemutatása kísérlettel
A horgony hatás bemutatására jó példa az alábbi kísérlet: kérjük meg munkatársainkat, hogy becsüljenek meg különböző mennyiségeket, például valamelyik ország lélekszámát. Kérdezzük meg, hogy Franciaország lakossága nagyobb-e, mint 40 millió? és hogy mekkorára becsülik Franciahon népességét? A kollégák egy csoportját azonban így faggassuk: Franciaország lakossága nagyobb-e, mint 100 millió? Kutatók már nagyon sokszor elvégezték ezt a kísérletet, és kivétel nélkül minden esetben a második csoport több millióval nagyobb számot mondott, mint az első. Ezt az általános és veszedelmes jelenséget nevezik lehorgonyzásnak. Sok helyzetben az emberek aránytalanul nagyobb súlyt adnak az első megszerzett információnak, így első benyomásaik röghöz kötik a rákövetkező gondolatokat és véleményeket.  Különböző kiindulópontok eltérő becsléseket nyújtanak, amelyek torzítanak a kezdeti irányba.
Egy másik kísérletben Dan Ariely, arra kérte a résztvevőket, hogy írják le a biztosítási számuk utolsó két számjegyét és megkérdezte, hogy az alanyok, hajlandóak lennének e ezt az összeget kifizetni, egy adott tárgyért, aminek a pontos értékét nem tudhatták. Ezután kért a résztvevőktől egy árajánlatot az adott tárgyra. Azok a résztvevők, akiknek a biztosítási számának utolsó két számjegye magasabb volt, 60-120%-kal magasabb összeget ajánlott az adott tárgyért, mint az alacsonyabb számokkal rendelkező társaik.

### A lehorgonyzás elkerülése
Amennyiben tisztában vagyunk a horgonyok veszélyeivel, bizonyos óvintézkedésekkel csökkenthetjük azok befolyását. Az alábbi szempontokat célszerű szem előtt tartanunk:
- Használjunk többféle kezdőpontot és megközelítést ahelyett, hogy az első eszünkbe ötlőhöz ragaszkodnánk.
- Gondoljuk át a problémát magunkban, mielőtt másokkal konzultálnánk.
- Gyűjtsünk össze sok információt lehetőleg minél több forrásból, ezzel tágítsuk látókörünket, tereljük új irányba gondolatainkat.
- Ha segítséget kérünk másoktól, óvakodjunk tanácsadóink lehorgonyzásától, ne sugalljuk nekik elgondolásainkat, becsléseinket.
- Tárgyaláskor figyeljünk oda arra, hogy partnerünk első ajánlata ne horgonyozzon le bennünket, ugyanakkor törekedjünk arra, hogy saját előnyünkre használjuk ki a lehorgonyzás eszközét.

### Befolyásoló tényezők
- Hangulat: Tanulmányok bizonyítják a depresszív hangulat és a megoldások széleskörű és pontos megoldásával kapcsolatos összefüggéseket.
- Szakértelem: Számos példa bizonyítja, hogy a magas tudással és szakértelemmel rendelkező személyek ellenállóbak a horgonyhatással szemben.
- Személyiség: Az öt nagy személyiségtípus alapján a barátságosakra és a lelkiismeretesekre nagyobb hatással van a lehorgonyzási heurisztika.
- Kognitív képességek: A kognitív képességek hatása a lehorgonyzási heurisztikára még vitatott, egyes tanulmányok szerint, a kiemelkedő kognitív képességűekre jobban hat, még más tanulmányok éppen az ellenkezőjét állítják.